# 池慶訓
池慶訓（Gee Kyung-hun，1990年6月5日—），生於南韓首爾，南韓足球運動員，司職防守中場或中堅。

## 球會生涯
池慶訓生於南韓首爾，大學畢業後去到美國及加拿大踢足球2年多，只是旅外的經歷沒有讓他獲得一紙職業合約，回到韓國亦只能加盟韓職球會仁川聯預備組。
2015年，池慶訓在多年未獲職業合約，準備入伍受訓服兵役前仍寄了百多封電郵給無數球會，包括香港、泰國、日本、澳洲及歐美，最終香港的流浪、元朗與夢想駿其給池慶訓回覆，而流浪的合約條件合他心意令他選擇加盟，獲得首份職業合約。直到2016年2月，池慶訓從其前屬球會美國吉特薩美洲獅取得國際轉會證明，以失業球員身份辦註冊手續助流浪征戰當季餘下賽事。

## 球場以外
他曾參與一個韓國KBS電視台的真人騷節目，經測試下成為前南韓國家隊國腳安貞煥及李雲在等人成立的球隊青春FC的一員，希望發掘和培育有潛質的本地球員，當中池慶訓曾有機會隨球隊與FC首爾和城南一和等韓職球隊重要的是有安貞煥指導。

## 外部連結
- 香港足球總會網站球員資料 （页面存档备份，存于）